# دهستان حومه غربی (خرمشهر)
دهستان حومه غربی، یکی از دهستان‌های بخش مرکزی شهرستان خرمشهر در استان خوزستان ایران است.

## جمعیت
براساس سرشماری عمومی نفوس و مسکن در سال ۱۳۹۵، جمعیت دهستان حومه غربی برابر با ۱۲،۶۸۲ نفر بوده‌است.